# HER2/neu
گیرندهٔ تیروزین-پروتئین کیناز erbB-2 (انگلیسی: Receptor tyrosine-protein kinase erbB-2) که با نام‌های «CD340» و «پروتو-انکوژن نویْ»، «Erbb2» (در جوندگان) و «ERBB2» (در انسان) هم شناخته می‌شود، یک پروتئین است که در انسان توسط ژن «ERBB2» کُد می‌شود. امروزه این پروتئین بیشتر با نامِ «HER2» که برگرفته از عبارت «گیرندهٔ شمارهٔ ۲ فاکتور رشد اپیدرمی» (انگلیسی: Human Epidermal growth factor Receptor 2) است یا «HER2/neu» شناخته می‌شود.
این پروتئین یکی از انواعِ گیرنده‌های فاکتور رشد اپیدرمی (HER/EGFR/ERBB) است. تقویت یا بیانِ بیش‌ازحدِ این ژن نقش مهمی در ایجاد و پیشرفت برخی از انواع تهاجمی سرطان پستان دارد. در سال‌های اخیر این پروتئین مبدل به یکی از نشانگرهای زیستی مهم تشخیصی و همچنین اهداف درمانی، در حدود ۳۰٪ از بیماران مبتلا به سرطان پستان شده‌است.
ژن «ERBB2» بر روی بازوی بلندِ کروموزوم ۱۷ (17q12) قرار دارد. اعضای خانوادهٔ ErbB همگی تیروزین کیناز گیرنده‌ای هستند. هر چهار پروتئین این خانواده، یک «دومِـین خارج‌سلولی متصل‌شونده به لیگاند»، یک «دومِـین تراغشایی» و «دومِـین داخل‌سلولی متصل‌شونده به لیگاند» دارند که با تعداد بیشماری از ملکول‌های منتقل‌کننده پیام واکنش نشان می‌دهند و دارای هر دو فعالیتِ «وابسته به لیگاند» و «غیر وابسته به لیگاند» هستند. جالب آنکه تا کنون، هیچ لیگاندی برای HER2 یافت نشده‌است.
تقویت یا بیان بیش‌ازحد این ژن در ۱۵–۳۰٪ مواردِ سرطان پستان وجود دارد. علاوه بر آن، این موضوع شدیداً باعث عود مجدد این بیماری و پیش‌آگهی بد آن می‌شود. بیانِ بیش‌ازحد این ژن در سرطان‌های تخمدان، معده، آدنوکارسینوم ریه، انواعِ تهاجمی سرطان رحم (مثلاً نوع سِروزی سرطان مخاط رحم) هم دیده می‌شود. به‌عنوان مثال، بیان بیش‌ازحدِ HER-2 در حدود ۷ تا ۳۴٪ بیماران مبتلا به سرطان معده و ۳۰٪ مبتلایان به «کارسینوم مجاری بزاقی» دیده شده‌است. ژن HER-2 در مجاورت ژن GRB7 قرار داشته و در بیشتر موارد، به همراه آن، تقویت و بیش‌فعال می‌شود. ژن GRB7 هم با سرطان‌های پستان، بیضه، معده و مری در ارتباط است.
دیده شده که پروتئین‌های HER-2 در غشاء سلول، خوشه‌ها و دسته‌جاتی ایجاد می‌کنند که احتمالاً در ایجاد تومور نقش دارند.
شواهد به‌دست‌آمدهٔ اخیر نشان داده که پیام‌دهیِ HER2 در مقاومت نسبت به داروی ستوکسی‌مب نقش دارد.
جهش‌های ژن HER-2 در «سرطان ریه نوع سلول غیر کوچک» هم مشاهده شده و می‌تواند بر روند درمان آن تأثیرگذار باشد.

## بیشتر بخوانید
- Ross JS, Fletcher JA, Linette GP, Stec J, Clark E, Ayers M, Symmans WF, Pusztai L, Bloom KJ (2003). "The Her-2/neu gene and protein in breast cancer 2003: biomarker and target of therapy". The Oncologist. 8 (4): 307–25. doi:10.1634/theoncologist.8-4-307. PMID 12897328.
- Zhou BP, Hung MC (October 2003). "Dysregulation of cellular signaling by HER2/neu in breast cancer". Seminars in Oncology. 30 (5 Suppl 16): 38–48. doi:10.1053/j.seminoncol.2003.08.006. PMID 14613025.
- Ménard S, Casalini P, Campiglio M, Pupa SM, Tagliabue E (December 2004). "Role of HER2/neu in tumor progression and therapy". Cellular and Molecular Life Sciences. 61 (23): 2965–78. doi:10.1007/s00018-004-4277-7. PMID 15583858.
- Becker JC, Muller-Tidow C, Serve H, Domschke W, Pohle T (June 2006). "Role of receptor tyrosine kinases in gastric cancer: new targets for a selective therapy". World Journal of Gastroenterology. 12 (21): 3297–305. PMC 4087885. PMID 16733844.
- Laudadio J, Quigley DI, Tubbs R, Wolff DJ (January 2007). "HER2 testing: a review of detection methodologies and their clinical performance". Expert Review of Molecular Diagnostics. 7 (1): 53–64. doi:10.1586/14737159.7.1.53. PMID 17187484.
- Bianchi F, Tagliabue E, Ménard S, Campiglio M (March 2007). "Fhit expression protects against HER2-driven breast tumor development: unraveling the molecular interconnections". Cell Cycle. 6 (6): 643–6. doi:10.4161/cc.6.6.4033. PMID 17374991.